# Okręty desantowe typu Canberra
Okręty desantowe typu Canberra (ang. Canberra class landing helicopter dock) – australijskie uniwersalne okręty wojenne, obecnie służące jako okręty desantowe-doki-śmigłowcowce klasy LHD (Landing Helicopter Dock). Docelowo mają służyć również jako lotniskowce floty z myśliwcami F-35 na pokładzie. Zbudowano dwa okręty na bazie hiszpańskiego projektu „Juan Carlos I”. Rozważany był też francuski typ Mistral. Kontrakt na dwa okręty jest wart około 3,1 mld AUD. Kadłub pierwszego okrętu, HMAS „Canberra” (L01) zwodowano w hiszpańskim Ferrol w 2011 roku, prace przy bliźniaczym HMAS „Adelaide” (L02) rozpoczęto w 2010, a zwodowano go w 2012, oba kadłuby wykończano w australijskiej stocznie w Williamstown. Kadłuby przetransportowano w 2012 roku do Australii, na pokładach statków MV Blue Marlin i MV Mighty Servant 3. Australia zakupiła też w Hiszpanii 12 barek desantowych typu LCM-1E, które będą bazować na pokładach desantowców.

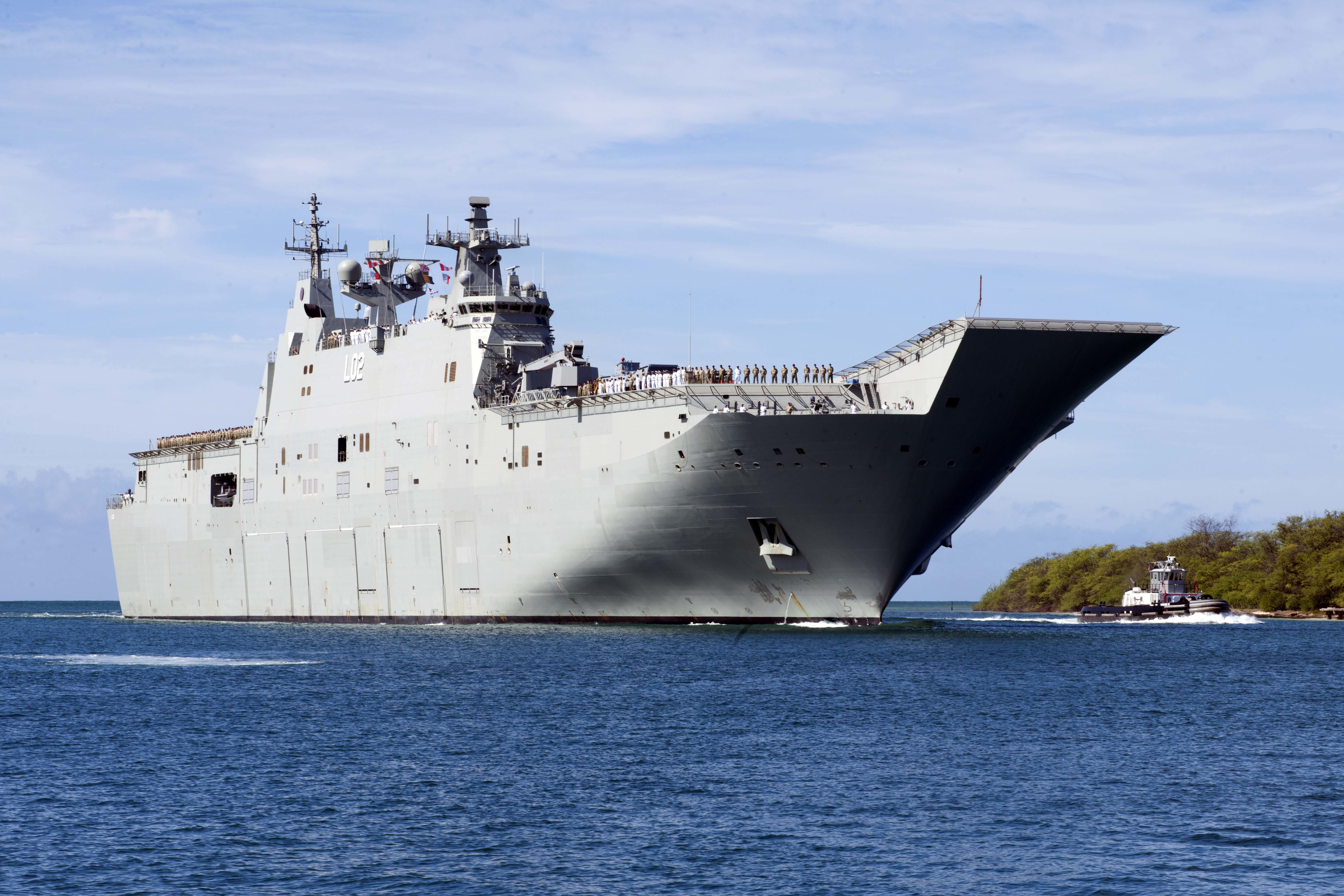
HMAS Canberra
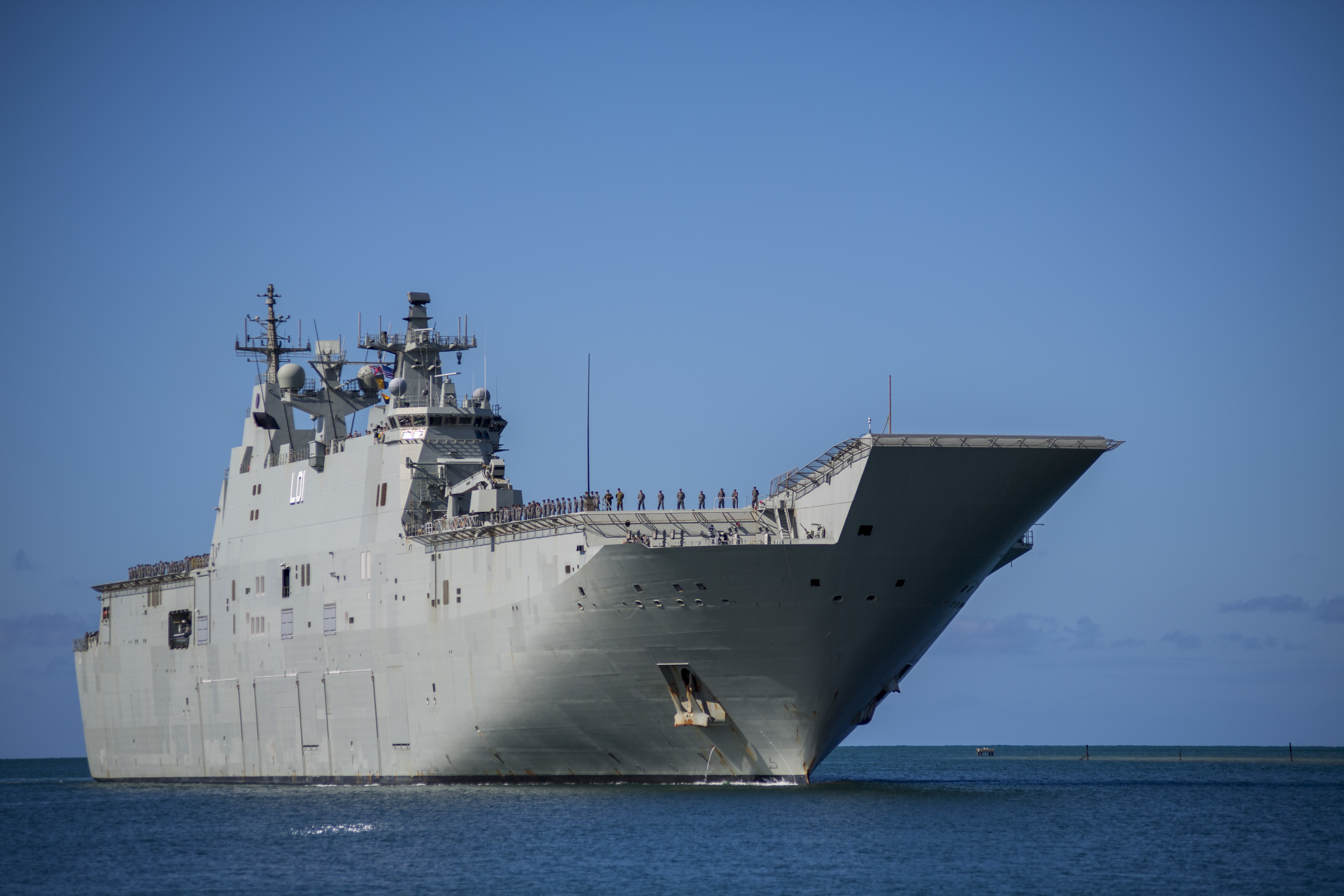
HMAS Adelaide
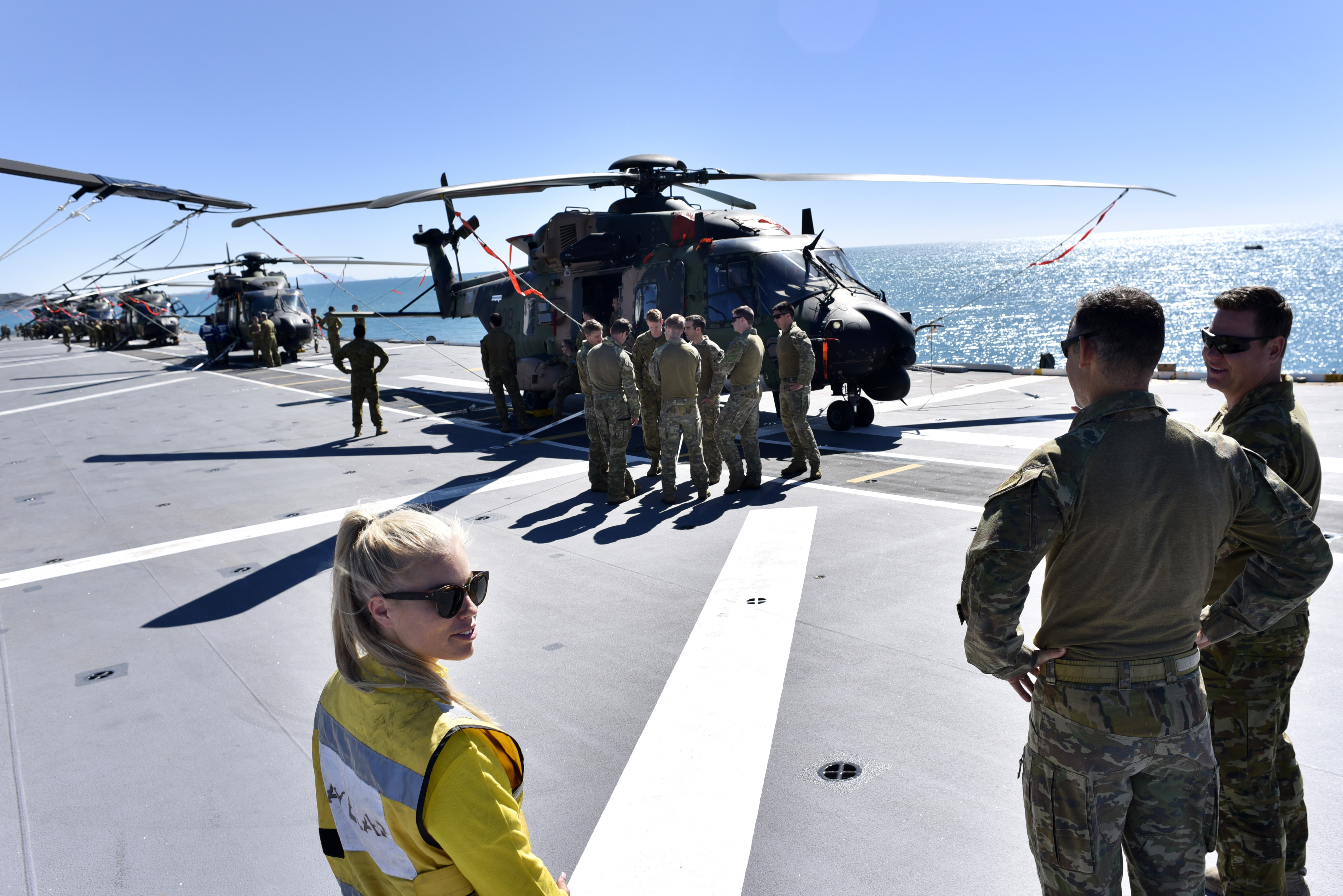
Zaparkowane śmigłowce na pokładzie HMAS Canberra
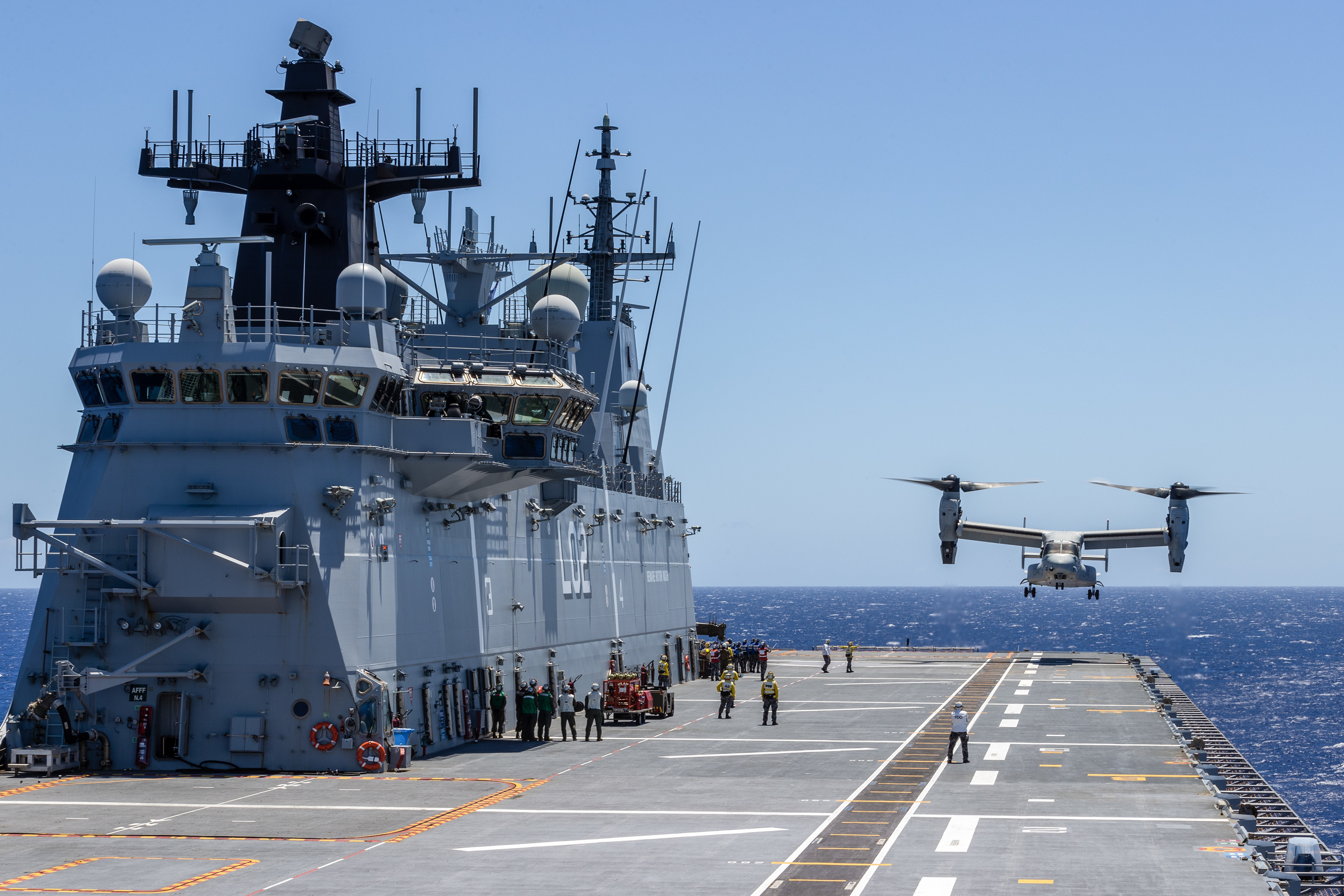
Zaparkowany śmigłowiec oraz lądujący samolot Bell-Boeing V-22 Osprey na pokładzie HMAS Canberra
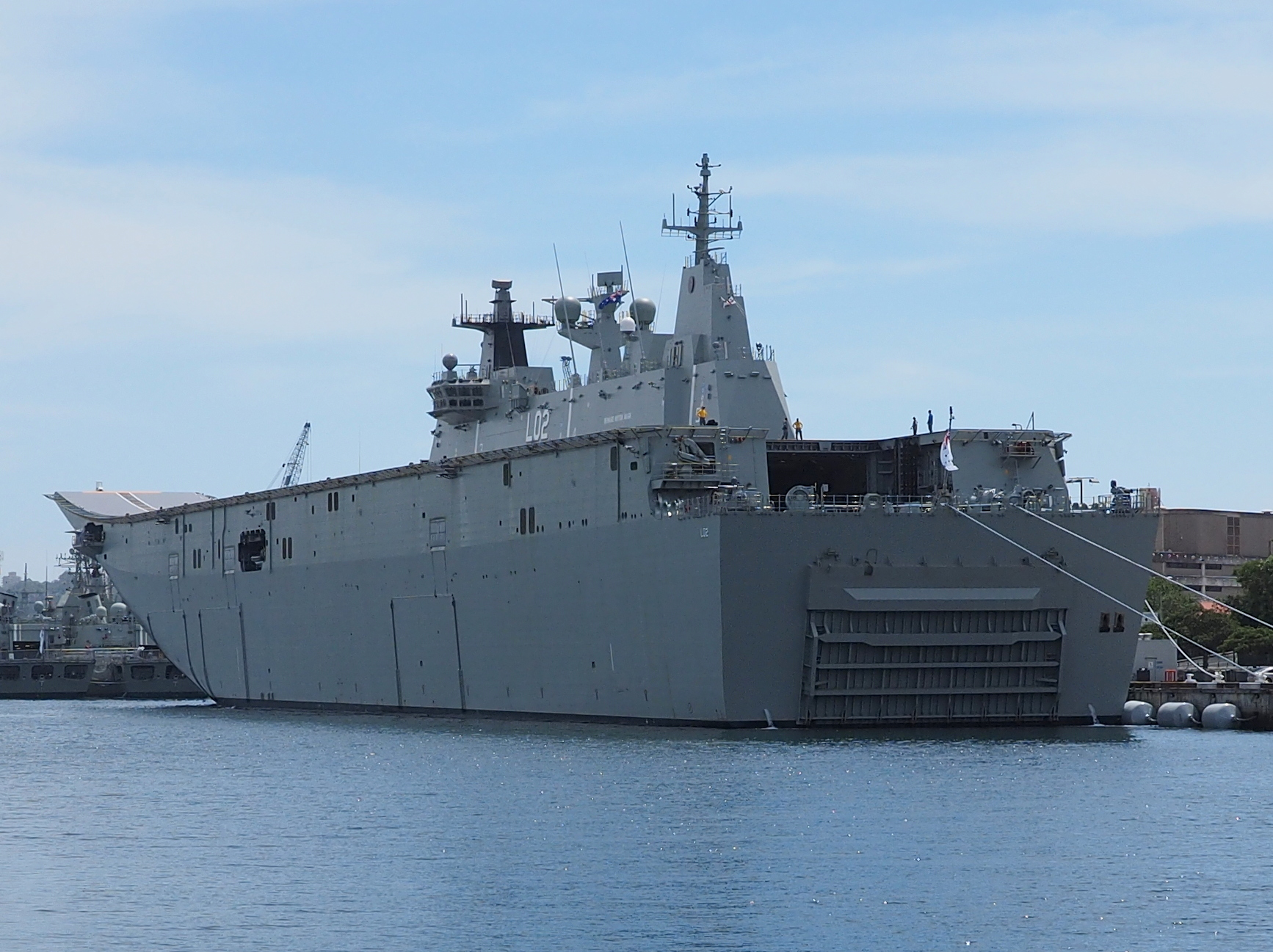
Tył okrętu HMAS Canberra

## Okręty
| Znak taktyczny | Nazwa         | Położenie stępki | Wodowanie      | Wejście do służby |
| -------------- | ------------- | ---------------- | -------------- | ----------------- |
| L02            | HMAS Canberra | 23 września 2009 | 17 lutego 2011 | 28 listopada 2014 |
| L01            | HMAS Adelaide | 18 lutego 2011   | 4 lipca 2012   | 4 grudnia 2015    |